# Seymour Hersh

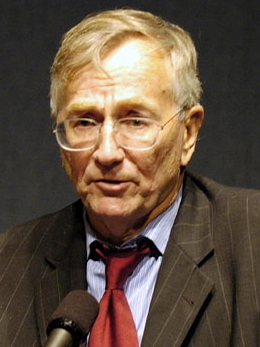
Seymour Hersh, 2004.

Seymour Myron Hersh, född 8 april 1937 i Chicago, Illinois, är en amerikansk grävande journalist, som i många år arbetat för tidskriften The New Yorker. Han har också sedan 2013 arbetat för London Review of Books.
I november 1969 avslöjade Hersh Son My-massakern, som inträffade 1968. Avslöjandet skedde i samband med att det skyldiga amerikanska befälet, löjtnant William Calley, ställdes inför krigsrätt. För detta reportage tilldelades Hersh Pulitzerpriset. I april 2004 avslöjade Hersh amerikanska militärers tortyr av irakiska fångar på Abu Ghraib-fängelset utanför Bagdad. Dessa två reportage räknas till Hershs mest uppmärksammade insatser. 
Den 17 april 2014 publicerade Hersh en essä i London Review of Books och som handlade bland annat om att anonyma amerikanska statstjänstemän menade på att USA:s diplomatiska beskickning i Benghazi i Libyen hade ingen riktig politisk roll. Den användes som en front för ett amerikanskt hemligt program under namnet Timber Sycamore i syfte att beväpna syriska rebeller i det syriska inbördeskriget sedan 2012. En del av krigsmaterielet, som levererades till rebellerna, var faktiskt krigsmateriel som kom från Libyen och dess vapenarsenal.
Den 8 februari 2023 publicerade Hersh ett inlägg på Substack där han detaljerat utpekade USA och Norge som skyldiga till sprängingarna av Nord stream-ledningarna. Inlägget väckte global uppmärksamhet, och tillbakavisades av vita huset som fiktion. Den norska försvarsmakten kallade anklagelserna för "useriøst påfunn" ("oseriöst påhitt") och den norska statsministerns kansli kallade anklagelserna "bare tøv" ("enbart nonsens").